# 白头神探3
《白头神探3》（英語：Naked Gun 33⅓: The Final Insult）是1994年一部美国喜剧电影，是《白頭神探》系列的第三部电影。本片是导演彼得·西格尔的处女作。

## 剧情简介
影片讲述了退休后的白头神探弗兰克（莱斯里·尼尔森饰）在退休以后，卧底协助警方破坏恐怖分子试图在奥斯卡金像奖颁奖仪式上制造爆炸的离奇经历。

## 製作
影片的主體拍攝於1993年8月9日開始，於洛杉矶進行製作。